# Oligia longidens
Oligia longidens là một loài bướm đêm trong họ Noctuidae.